# 國際天文學聯合會的行星定義

以歐拉圖表示太陽系內天體的種類

在2006年，國際天文聯會為行星下了定義，太陽系內的天體要成為行星的資格是：
1. 軌道環繞著太陽运动；
2. 有足夠的質量能維持流體靜力平衡（接近球體的形狀）；
3. 能清除「相似軌道上」的其它天體。

一顆不是衛星的天體如果只滿足了前兩個準則，將被分類為「矮行星」，根據國際天文聯會此一定義，「行星和矮行星是兩種不同類的天體」；一顆不是衛星的天體如果只滿足了第一條準則，它將被分類為「太陽系小天體」（SSSB）。初稿最初的規劃是矮行星是行星下的一個子分類，但是因為這可能導致太陽系的行星增加成為幾十顆，這份草稿被刪除了。在2006年，它只添加了3顆矮行星（穀神星、鬩神星和妊神星），且將冥王星重分類為矮行星。這個定義依然是有爭議的，來自不同的各界和天文學家的聲音有支持也有批判，但這個定義仍然在使用中。
依據這個定義，目前在太陽系內只有8顆行星和5顆矮行星。這個定義將行星和較小的天體區分開來，但在太陽系外不見得能夠適用，因為還沒有能力找到太陽系外較小的天體。太陽系外行星或系外行星，在2003年完整的行星定義草案的指導大綱中，還只是如何將它們從較大的矮星中區分出來。

## 辯論的原因

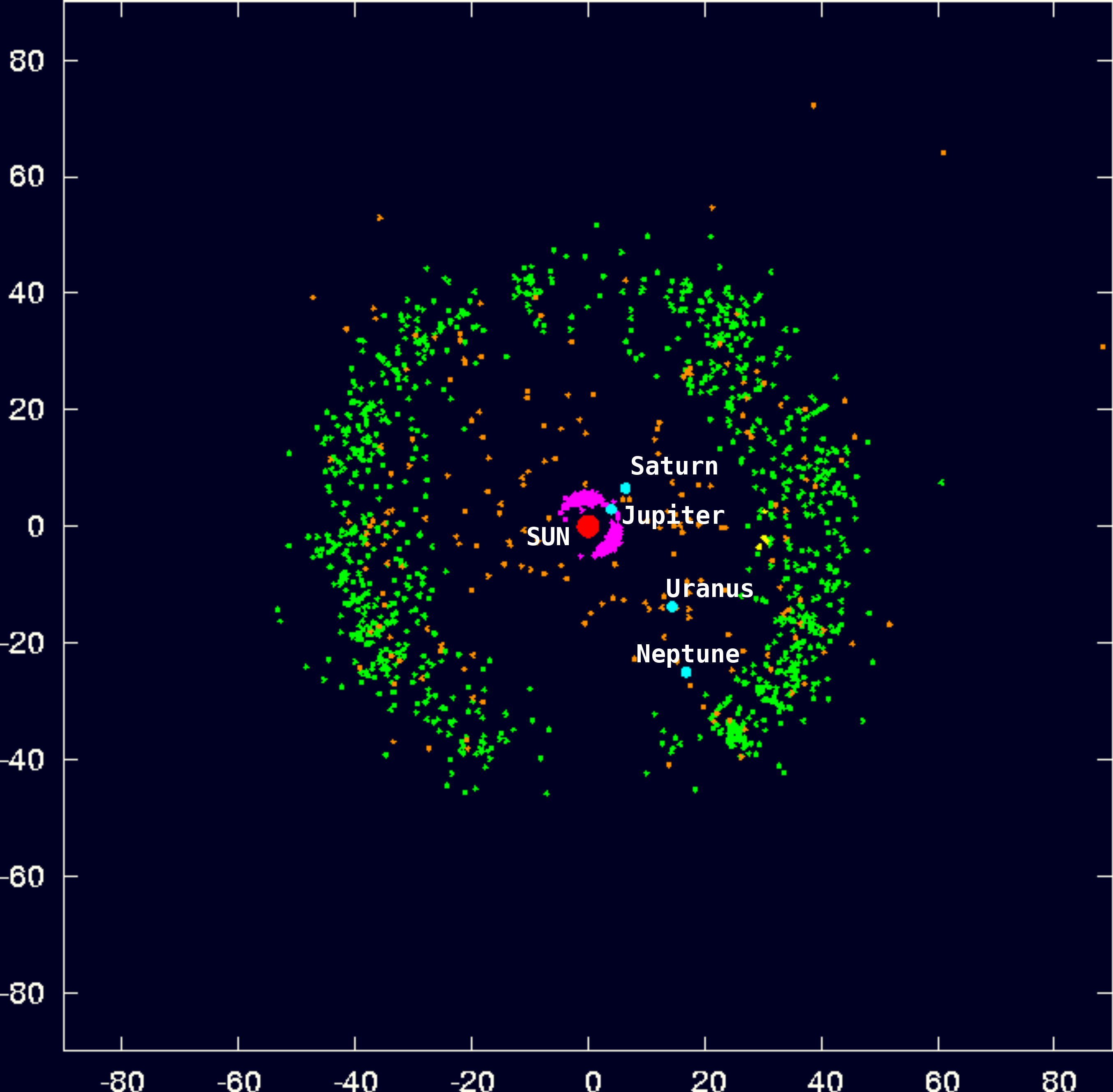
圖中繪出了所有已知古柏帶天體（綠色）和外行星（藍色）的位置。

在20世紀早期的一些發現之前，天文學家並不需要行星真正的正式定義。當1930年發現了冥王星之際，天文學家認為太陽系有9顆行星和數千顆較小的天體，像是小行星和彗星，並且認為冥王星比水星大。
冥王星的衛星凱倫在1978年被發現，根本上改變了太陽系的面貌。經由測量凱倫的軌道週期，天文學家首次可以精確的測量出冥王星的質量，發現它比預期的小了許多。冥王星質量大約只有水星的1/20，甚至比地球的月球還要小，使它成為最遠且最小的行星。但是它的質量依然是最大小行星穀神星的10倍以上。
天文學家在1990年代開始尋找比冥王星更遠的其它天體，就是古柏帶天體或是KBOs。許多這種天體和冥王星分享關鍵性的軌道特徵，現在稱為冥族小天體（plutinos）。冥王星被視為這個新族群中最大的一顆，有些天文學家已經不再認為冥王星是行星。冥王星的離心率和軌道傾斜不同於一般的行星，比較像是古柏帶天體。紐約市地球與太空玫瑰中心的海頓天象館於2000年重新開幕時，新的展示中就已經沒有冥王星了。
從2000年開始，至少有3顆新發現天體（創神星、賽德娜和鬩神星）的質量和軌道都很大，顯然天文學家不是將它們稱為行星，就是要將冥王星重新分類。天文學家也知道還有更多比冥王星更大的天體將會被發現，行星的數量將會快速的成長；他們需要關注其它太陽系的行星該如何分類。2006年，2003 UB313的大小使問題呈現在天文學家面前，鬩神星比冥王星稍微大了一些，所以該被認同為一顆行星。

### 相似的歷史
對冥王星確實分類的迴響和辯論，幾乎與19世紀的穀神星於1801年1月1日被發現後就開始的如出一輒。當時天文學家立即宣布這個小天體就是在火星和木星之間的「失蹤行星」。不過在4年之內，他們又發現了2顆更小的天體有著相似的軌道，造成了他們的懷疑，並有了新的想法。到了1851年，被稱為「行星」的天體已經增加為23顆，並且很明顯的還有數百顆或更多的天體會被發現。天文學家於是對它們進行編目，並開始稱它們是小行星，而不再是「行星」。

## 定義的歷史記錄
因為很少會發現新的行星，IAU就沒有任何給行星的定義和命名的機制。在賽德娜發現之後，IAU在2005年成立了一個由19位委員組成的委員會，由以英國天文學家伊旺·威廉斯（Iwan Williams）擔任主席，考慮為行星下個定義。它們建議可以從三個層面定義：
1. 文化上：由足夠多的人說它是行星；
2. 構造上：行星必須夠大可以成為球體；
3. 動力學上：這顆天體要夠大，足以清除其它的天體，使它們離開它的軌道[6]。

另一個委員會，由天文學家兼歷史學家的哈佛大學名譽教授歐文·金格瑞契（Owen Gingerich）擔任主席領導的委員會，提出了一個原始的定義，並且由5位行星科學家和科學作家戴瓦·梭貝爾（Dava Sobel），提出了一份強而有力的建議書。

## 建議的草案

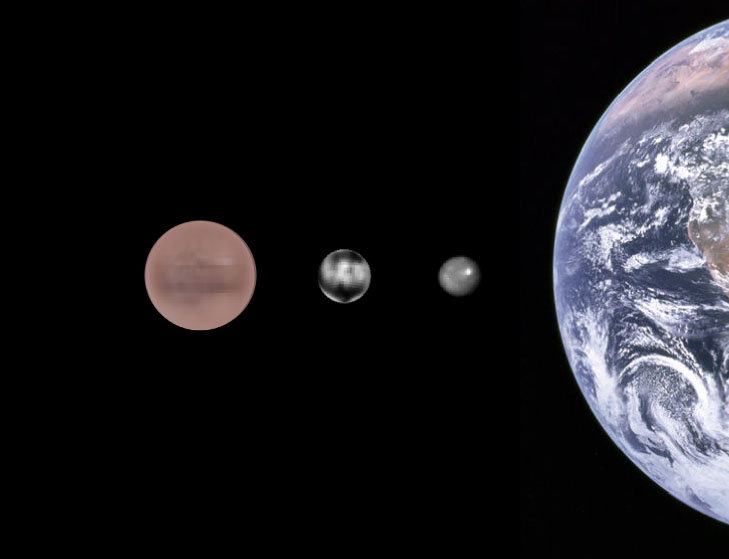
原本建議案會立即添加的3顆行星和地球的大小比較。最左邊是鬩神星、然後是凱倫、穀神星和地球。

IAU在2006年8月16日發表了「原來」的定義，它的形式鬆散，由委員原本提出的三種層面中的第二項衍生出來的。它的內容是：
|  | 一顆稱為行星的天體是(a)由足夠的質量可以自身的重力克服鋼體的力量，使它達到流體靜力平衡（接近球形）的形狀，和(b)在軌道上環繞著恆星，並且不是恆星，也不是行星的衛星。 |

這個定義將導致三個天體被認可成為行星：
- 穀神星：在剛被發現時曾經被視為行星，但隨後被當作一顆小行星。
- 凱倫：冥王星的衛星，冥王星-凱倫系統會被認為是雙行星。
- 鬩神星：在外太陽系黃道離散盤內的一顆天體。

在這樣的定義下，未來還有12顆天體等待著成為行星，而當前要務是改善對它們的物理性質的認識，就可以加入候選清單內。無論媒體如何報導，在第二張清單中的幾個天體最終比其他天體更有可能成為行星。這份建議並沒有認定太陽系只有12顆行星，鬩神星和賽德娜的發現者米高·E·布朗聲稱在太陽系內至少還有53顆已經發現的天體符合這個定義，在完整的調查之後，數量可能會多達200顆以上。
定義也考慮到一對天體是否為雙行星系統，如果兩個天體各自都符合行星的準則，共同系統的重心（也稱為質心）位在這兩個天體之外的空間，就是雙行星。冥王星和凱倫將是太陽系內唯一已知的雙行星。其它行星的衛星（例如，地球的月球）可能是流體靜力平衡，但因為重心落在質量較大的天體（例如地球）之內，所以仍不會被界定為雙行星。

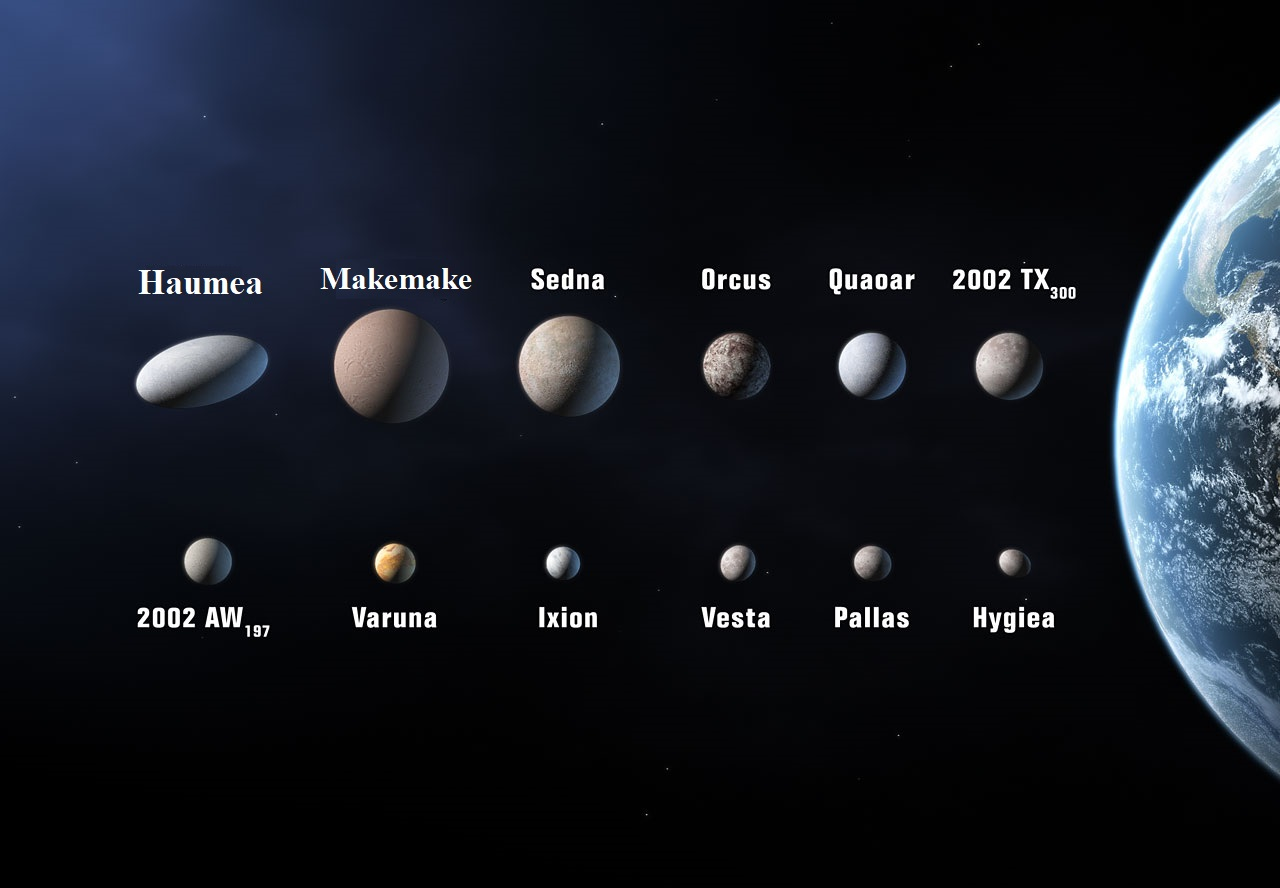
依照原本的定義可能成為「行星候選者」的12顆小行星。

「微小行星」（minor planet）這個名詞被放棄，取而代之的是太陽系小天體（Small Solar System Body，SSSB）和一個新的分類「pluton」。前者是那些形狀在「球體的」門檻之下的天體，後者將用於軌道有著高傾斜度、大的離心率，和週期超過200地球年的行星（也就是位於海王星軌道之外的行星）。冥王星將是這一個分類的原型，但是不需要國際天文聯會的官方正式分類，「矮行星」這個名詞就足以描述在環繞太陽的軌道上，但質量小於8顆「傳統行星」的這些天體。在國際天文聯會的決議草案中沒有對棕矮星和太陽系外行星作出分辨的建議。這個建議案被安排在2006年8月24日進行投票表決。
重新定義的「行星」這個名詞，將導致一些海王星外天體的分類被改變： 姙神星、鳥神星、賽德娜、誇歐爾、 創神星、伐樓拿、2002 TX300, 伊克西翁、2002 AW197和小行星灶神星、智神星和健神星。
8月18日，世界最大的行星科學家組成的國際專業團體美國天文學會的行星科學部門通過了草案的建議。
依據國際天文聯會的認知，一個天體要成為圓形至少要有5×1020公斤的質量，或是800公里的直徑。然而，米高·E·布朗聲稱這些數值只適用於岩石構成的天體，例如小行星；以冰為主的天體，像是古柏帶的天體，在更小的尺寸上就可以達到流體靜力平衡，或許只需要200至400公里的直徑。這一切取決於構成物體的物質的硬度，而這又會受到內部溫度的影響。 

### 延長賽
現有定義的議案受到許多天文學家的支持，因為它是以一個定性的物理量（物體呈現圓形）來定義外形。其他潛在的定義則取決於太陽系量身訂做一個數量的限制(例如最小或最大值的軌道傾角)。國際天文聯會的成員認為這些定義不應該使用人為限制來決定一顆自然天體是不是行星。它也有著觀察本質上的優勢，建議的標準包含構成的本質，當科學上的本質更瞭解時，會更容易接受是否是行星。
此外這樣的定義認為冥王星依然是行星。冥王星的行星地位是很多天真的思考以及一般大眾和專業天文學家之間的疏離造成的；1999年，為了統籌海王星外天體的目錄，冥王星可能被降級，但媒體造成的騷動最後使議案胎死腹中。

### 批評
天文學家批評這個重新定義不夠明確：天文學家菲爾·普萊特（Phil Plait）和國家科學教育中心（NCSF）作家Nick Matzke兩人寫了關於它們認為這個新定義為何不好，及怎樣才是好的定義。他們定義一顆行星是繞著恆星運轉，這意味著任何一個從恆星系統拋射出來的行星，或在外面形成的（流浪行星）都可以是行星，即使它不符合所有其它的定義。相似的情況也適用在“衛星”這個名詞，當這類天體脫離環繞行星的軌道時，就不再是衛星了；而這種看法已經廣泛的被接受。同樣的，這個定義也無從區分行星和棕矮星，任何嘗試澄清這兩者的差異都要留待到以後。
它們也批評雙行星的定義：目前月球被定義為地球的衛星，但隨著時間的推移，地月系統的重心將向外漂移（參見潮汐加速），並且終將移到兩著之外。這種發展屆時將使月球被依照新的定義升級為行星。不過，所需要的時間將長達數十億年之久，許多天文學家預期太陽已經成為紅巨星，並且吞噬了地球和月球。
米高·布朗在2006年8月18日科學星期五的訪問中質疑是否需要科學的定義。他說：“我喜歡用大陸這個詞來作類比，你知道，大陸這個字從來沒有科學上的定義…它們只是文化上的的定義，並且我認為，地質學家也會明智的讓這個名詞單獨的存在，而不要嘗試重新定義這個名詞，使大陸有太嚴謹的定義。”
8月18日，Owen Gingerich說他收到的信件，支持和反對這項個建議的正好是一半一半。

## 其它的建議
根據華盛頓卡內基學院的Alan Boss，國際天文聯會的一個分組在2006年8月18日就提案的草案舉行一次麥稈投票：只有18人贊成，超過50人反對。這50多位反對者以烏拉圭天文學家Julio Ángel Fernández為首，推出了另外一個議案：
|  | (1)行星是一顆天體(a)在它所在的區域內是最大的天體[1]，(b)具有足夠的質量， 使其自身可以克服鋼體力使它能達到架設的流體靜力平衡(接近圓形)的形狀[2]，(c) 沒有任何能量是經由核融合的機制產生[3]。 (2)根據(1)，在1900年以前已經發現的8顆傳統上的行星，都在靠近黃道平面附近，接近圓形的軌道上運轉，是太陽系僅有的行星。其它繞行太陽但比水星小的天體，以我們的認知雖然都滿足(b)和(c)的條件，但不能滿足(a)，這些天體被定義為矮行星。穀神星、冥王星和幾顆大型的海王星外天體將屬於這一類型。相較於行星，這些天體通常有著較大的軌道傾角和或者有大的離心率。 (3)其它環繞太陽運轉，但不能滿足上述任何條件(標準)的天體，將通通提交歸類稱為“太陽系小天體”[4]。 定義和說明： 1. 在正文中所指稱的區域是指軌道橫越或接近(密切)的所有天體的集合。 2. 這通常適用於幾個直徑在數百公里以上大小的物體，但取決於物質的強度。 3. 這一條件可以區分出氣體巨星和棕矮星或恆星。 4. 這一類將包括大部分的太陽系小天體：近地小行星(NEOs)、火星、木星和海王星的特洛依天體、大部分的半人馬小行星、海王星外天體(TNOs)和彗星。 |

在這個定義下，當前太陽系的系統將繼續維持不變，但是冥王星將會被調整成為矮行星。

## 修訂候選的議案
8月22日提出的草案將之前的草案修改了兩點。第一是不急著為新的行星分類訂定名稱（之前的草案使用「pluton」，在地質學上是深成岩體），名稱的決定將要延後。許多地質學家對類冥王星行星的名稱有所批評，「pluton」這個名詞長久以來都在地質學中用來描述岩漿侵入，這種岩層在地質上是相當普遍的。由於會造成和行星學有密切關係的地質學，在名詞之間的混淆而被認為不可取。有更多歐洲語系的國家關注進一步「pluton」這一個字，例如德國、法國、西班牙和葡萄牙，「Pluton」本身就是冥王星的意思，有可能造成更大的混淆。
第二個變化是重新描述行星系統中雙行星的定義。曾經涉及到極端的情況，一個雙星系統的伴星有極大離心率的軌道，因此質心的位置會在主星的內部與外面漂移，導致伴星的身分是衛星或是伴星，取決於在軌道的哪個位置上。因此必須重新考慮這種雙行星系統存在的定義，如果在軌道的大多數時間內，質心不屬於這兩顆星的任何一顆的內部。稍後在8月22日，在兩個公開舉行的會議上，突然出現了違背行星基本定義，離經叛道的結果。天文學家Julio Ángel Fernández的主張占了上風，出席成員彼此之間的描述顯示在8月24日不會改變其主張。這個新主張只有八大行星，導致冥王星歸類為矮行星。在第一次的會議上，討論是熱烈和生動的，IAU會員在口頭上的異見分歧主要集中在統計和動力學的物理上；主要的癥結無關乎天體的軌道特徵和定義的標準。在一次指標性的投票中，成員壓倒性的排除了雙行星系統和類冥王星天體(Pluto-like objects)的提案，並且有半數支持流體靜力平衡的議題。這項辯論依然是開放的(不具約束力)，在第二天依然有私下的會議對未來的議案進行表決。
在同一天的第二次會議，接下來的「秘密」協商，執行委員會明確的將系外行星排除在提案外，將關於其對附近的主導性標準納入議題之後，一些妥協開始出現。

## 最後選出的提案
最後，在8月24日提出議案的三個選擇是：
|  | 國際天文聯會...太陽系內的行星和其它天體的分辨，以下列方式區分為三種不同的類別： (1)行星是一種天體(a)在軌道上環繞著太陽，(b)有足夠的質量使它能以自身的重力克服剛體力達道流體靜力平衡的形狀(趨近於球形)，和(c)能清除鄰近軌道上其它的天體。 (2)“矮行星”是一種天體(a)在軌道上環繞著太陽，(b)有足夠的質量使它能以自身的重力克服鋼體力達道流體靜力平衡的形狀(趨近於球形)，(c)不能清除鄰近軌道上其它的天體，和(d)不是衛星。 (3)所有環繞太陽的其它天體通通都集結歸類為“太陽系小天體”。 [1]八顆行星是：水星、金星、地球、火星、木星、土星、天王星和海王星。 [2]國際天文聯會將建立一個程序，來歸類其它的天體是矮行星還是別種類別的天體。 [3] 目前，包括大部分太陽系的小行星、多數的海王星外天體(TNOs)、彗星、和其他的小天體。 |

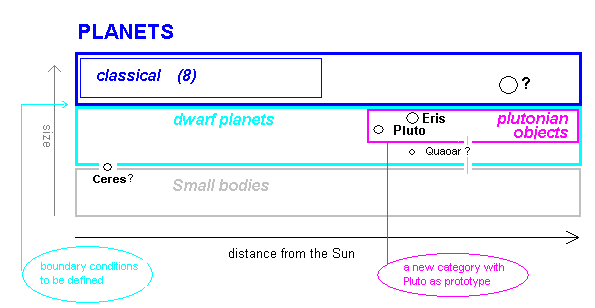
最後建議的圖解。

### 會員大會的辯論（Plenary session debate）
最後決議時的投票亦因為時間過於蒼促而廣受爭議。整個會議為期十日，而投票卻被安排在最後一日舉行，當時有許多參加會議的天文學家已離開或準備離開布拉格。整個會議有超過2700人參加，但只有424人留到最後參與投票。參與投票的424人中，6a號決議以237票贊成、153票反對與30票棄權獲通過，正式將冥王星自行星之列中除名，劃為矮行星。但決議通過後美國有300位天文學家及學者以新標準不嚴格為由反對這決議，並展開「冥王星平反」運動，表示將在2007年IAU的例會上進行動議辯論。

## 最後決定
在2006年8月24日通過的行星重定義方案中，行星需要完全符合下列的三項原則：
- 圍繞一顆恆星或者恆星遺跡公轉。
- 質量足夠去產生一定的引力，能克服剛體力使自己保持接近球體的形狀。
- 能清除軌道附近的天體（使它們變成衛星，或圍繞拉格朗日點公轉）。

符合以上原則的指定天體有：水星、金星、地球、火星、木星、土星、天王星及海王星共八顆。
如果不符合第三項原則，但不屬於衛星的天體，則列入矮行星之列。當時有穀神星、冥王星及鬩神星，之後又有鳥神星與妊神星歸屬於矮行星。
目前還未通過凱倫為矮行星。凱倫仍被稱為冥衛一，但是它的共同質心是在冥王星表面以外。因此有人認為凱倫和冥王星成一雙行星系統。
而其他所有天體則列入「太陽系內小天體」，包括小行星帶內絕大部分的小行星、彗星與海王星外天體（包括環繞著它們旋轉的衛星）與各行星之天然衛星。

## 科學家的反應
曾擔任IAU行星定義委員會委員的達娃·索貝爾（Dava Sobel）在她的著作《The Plants》中透露一段不為人知的往事。2006年8月底，約300名科學家參與一項簽名運動，反對IAU的行星定義，認為IAU所謂的「大會」根本無法表達他們的意願，又拒絕執行相關的定義。他們更質疑IAU是否有權對行星下定義。

## 新矮行星的次分類
IAU在2008年6月11日宣布了矮行星的次分類，將海王星之外的矮行星歸屬於類冥矮行星（Plutoid），包括冥王星、妊神星、鳥神星和鬩神星。IAU說：
|  | 類冥矮行星是在比海王星更遠的軌道上繞行太陽的天體，並且有足夠的質量產生重力，可以克服鋼體力達到流體靜力平衡（接近球體），但是未能清除在附近軌道上環繞的其它天體。 |

## 外部連結
- IAU 2006 General Assembly: Result of the IAU Resolution votes（页面存档备份，存于） International Astronomical Union official site.
- IAU 2006 General Assembly: video-records of the discussion and of the final vote on the Planet definition.
- Planet Definition Questions & Answers Sheet, International Astronomical Union Official Site
- Q&A: The IAU's Proposed Planet Definition（页面存档备份，存于） Q&A article on the new definition from SPACE.com
- Dwarf planet discoverer Mike Brown explains the concept behind the new definition（页面存档备份，存于）